# Vanduzea laeta
Vanduzea laeta är en insektsart som beskrevs av Goding. Vanduzea laeta ingår i släktet Vanduzea och familjen hornstritar. Utöver nominatformen finns också underarten V. l. nolina.